# Scarlett Hooft Graafland
Scarlett Hooft Graafland (* 1973) ist eine niederländische Fotografin und Performancekünstlerin.

## Leben
Scarlett Hooft Graafland studierte von 1995 bis 1999 an der Royal Academy of Fine Arts in Den Haag. Von 1999 bis 2000 nahm sie am Postgraduate Programm an der Bezalel Academy of Arts and Design in Jerusalem teil. Danach absolvierte sie die Parsons School of Design in New York.
Für ihre Arbeiten reist Scarlett Hooft Graafland in viele Länder und inszeniert ihre Werke vor Ort. Dabei bindet sie die örtliche Bevölkerung mit ein. Meist nutzt sie die raue Naturlandschaft, zum Beispiel die Salzwüsten Boliviens, das ländliche China oder die kanadische und finnische Arktis als Kulisse ihrer surrealistischen Inszenierungen. Die Künstlerin fotografiert analog und manipuliert ihre Bilder nicht digital.
Scarlett Hooft Graaflands Bilder sind in internationalen Gruppen- und Einzelausstellungen zu sehen, unter anderem im Rencontres d’Arles, auf der World Expo in Shanghai, im Museum of Contemporary Canadian Art (MOCCA Museum) in Toronto, dem Huis Marseille Museum for Photography in Amsterdam, Museum für Fotografie in Seoul ausgestellt und im Fotografiska in Stockholm.
Ihre Arbeiten werden im niederländischen Pavillon der Weltausstellung Expo 2020 in Dubai gezeigt.
Die Künstlerin lebt in Amsterdam.

## Werke
- 2004 Bolivia 1
- 2004–2014 Socotra, Yemen
- 2005–2006 China
- 2006–2007 Bolivia 2
- 2007–2008 Nunavut, Canada
- 2010 Norway
- 2010–2019 Bolivia 3
- 2010–2019 The Netherlands, Gorinchem
- 2012–2013 Madagascar
- 2014 Socotra, Yemen
- 2015 Vanuatu
- 2016–2018 United Emirates, Oman
- 2018–2023 Embroidery on photographs (Stickerei auf Fotografien)

## Ausstellungen (Auswahl)
- 2018 Michael Horbach Stiftung, Köln, Deutschland
- 2018 Scarlett Hooft Graafland, Huis Marseille Museum for Photography, Amsterdam, Niederlande
- 2019 Flowers Gallery, London
- 2019 Vanishing Traces, Fotografiska, Stockholm, Schweden[1]
- 2023 Paris Photo, Paris[2]

## Publikationen
- 2008 Instant Sculpture, ISBN 978-90-90-23716-9
- 2008 Discovery
- 2011 Soft Horizons[3], Kehrer Verlag, Heidelberg, ISBN 978-3-86828-223-8
- 2012 Scarlett Hooft Graafland in Altiplano, WBooks, Van Vlissingen Art Foundation, Niederlande, ISBN 978-90-400-0358-5
- 2014 Unlikely Landscape, Ga-Hyeon Foundation of Culture, The Museum of Photography Seoul, Korea
- 2016 Shores Like You, nai010 publishers, Rotterdam

## Auszeichnung
- 2012 Deutscher Fotobuchpreis, für Soft Horizons, Nominierung